# Anemesia
Anemesia là một chi nhện trong họ Cyrtaucheniidae.

## Các loài
Het geslacht kent de volgende soorten:
- Anemesia birulai (Spassky, 1937)
- Anemesia incana Zonstein, 2001
- Anemesia karatauvi (Andreeva, 1968)
- Anemesia tubifex (Pocock, 1889)